# Думино (Московская область)
Думино — деревня в Дмитровском районе Московской области. В 1994—2006 годах Думино входило в состав Якотского сельского округа.

## Расположение
Деревня расположена в северо-восточной части района, недалеко от границы с Сергиево-Посадским, примерно в 16 км к северо-востоку от Дмитрова, на возвышенности Клинско-Дмитровской гряды, высота центра над уровнем моря 232 м. 
Ближайшие населённые пункты — Плетенево с Пыхино в 1,5 км на запад и Святогорово в 2 км на северо-восток. От Дмитрова до Думино ходит автобус по маршруту № 51.

## История
В XV веке сельцо Думино Повельского стана. В конце XV века Н. Л. Заболоцкому была выдана грамота на освобождение от выплаты пошлин и других повинностей великим князем Иваном Васильевичем.
Бывшее село Думиново Инобожского (по речке Инобож) стана, ранее Повельского, относилось к владениям Троицкого монастыря. Также к владениям Троицкого монастыря по будущему Якотскому сельсовету относились: Плетенёво, Жестылёво, Святогорово, Торговцево и Лебедево. 
После секуляризационной реформы 1764 года Думино относится к Государственной коллегии экономии. 
На 1924 год согласно изданию Дмитровского уездного комитета в деревне была школа. 
На 1926 год согласно Всесоюзной переписи в Думино проживало 123 мужчин, 119 женщин (242 человека) в 51 хозяйстве.
До 1951 года — центр Думинского сельсовета. Далее в составе Плетнёвского сельсовета, затем Якотского сельсовета. Далее в составе сельского поселения Якотское.

## Население
| 2002 | 2006 | 2010 |
| ---- | ---- | ---- |
| 0    | →0   | ↗4   |